# پژشکا (شهرستان گنگزنو)
پژشکا (به لهستانی:  Przysieka) یک روستا در لهستان است که در گمینا میلشن واقع شده‌است.